# Don't Waste Your Wishes
Don't Waste Your Wishes è un album di Natale della band rock americana The Killers. In questo album sono raccolti tutti i loro singoli natalizi registrati dal 2006 al 2016. Tutti i guadagni delle vendite di questo CD saranno donati alla campagna "Product Red", guidata da Bobby Shriver ed il cantante degli U2. L'album è stato rilasciato esclusivamente su iTunes il 18 Novembre 2016 ed un CD in edizione limitata è stato rilasciato il 9 dicembre 2016.

## Tracce
1. A Great Big Sled (feat. Toni Halliday) – 4:18
2. Don't Shoot Me Santa (feat. Ryan Pardey) – 4:03
3. Joseph, Better You Than Me (feat. Elton John e Neil Tennant) – 4:51
4. ¡Happy Birthday Guadalupe! (feat. Wild Light e Mariachi El Bronx) – 4:33
5. Boots – 5:27
6. The Cowboys' Christmas Ball (Testo preso da un poema del 1890) – 3:30
7. I Feel It in My Bones (feat. Ryan Pardey) – 4:06
8. Christmas in L.A. (feat. Dawes) – 4:22
9. Joel the Lump of Coal (feat. Jimmy Kimmel) – 4:00
10. Dirt Sledding (feat. Ryan Pardey e Richard Dreyfuss) – 4:37
11. I'll Be Home for Christmas (feat. Ned Humphrey Hansen) – 5:59